# كينغستاون

موقع كينغستاون، سانت فنسنت والجرينادين

كينغستاون (بالإنجليزية: Kingstown)‏ هي عاصمة سانت فنسنت والجرينادين، والميناء الرئيسي في سانت فنسنت. يقدر عدد سكانها 15900 نسمة (يوليو 1999). كينغستاون هي مركز للصناعة الزراعية للجزيرة، وميناء دخول للسياح. تقع المدينة في جزر الهند الغربية، على الساحل الجنوبي الغربي لجزيرة سانت فنسنت. بها حديقة زراعية، تعدّ الأقدم من نوعها في نصف الكرة الأرضية الغربية، والتي تأسس في عام 1763. بها عدد من الفنادق مثل نيومونتروز وصنست شورز.

## أعلام
- وينستون ديفيس
- كيندول فيلوكس
- رودني جاك
- ويسلي جون
- ستيفنسون والاس
- نيل وليامز